# Muriel Craigie
Catherine Muriel Craigie (* 1889 in Montrose, Angus; † 9. Dezember 1971 im Stracathro Hospital, Angus) war eine schottisch-britische Frauenrechtlerin, ehrenamtliche Hilfsorganisatorin in beiden Weltkriegen und Bildungsreformerin.
Sie war Hauptorganisatorin der ersten serbischen Einheit der Scottish Women’s Hospitals for Foreign Service im Ersten Weltkrieg, wofür sie mit der Red Cross Medal of Merit des Serbischen Roten Kreuzes ausgezeichnet wurde. Für ihre Rolle als Rekrutierungsbeauftragte Schottlands für das Women’s Army Auxiliary Corps wurde sie 1919 mit dem Order of the British Empire ausgezeichnet. Im Zweiten Weltkrieg leitete sie den Freiwilligendienst für Zivilschutz in Montrose und Umgebung und organisierte Hilfsgüter für die Truppen sowie die Evakuierung von Kindern und anderen schutzbedürftigen Menschen aus den Industriestädten. Sie war die einzige Frau im siebenköpfigen Invasion Committee.
Craigie war insgesamt 25 Jahre lang in der Townswomen’s Guild  tätig und wurde Vizepräsidentin der nationalen Organisation (1951–1954). Craigie war die erste Frau, die den Bildungsausschuss der Council Area von Angus leitete. Vor und nach dem Education Act 1944 war sie zwanzig Jahre lang als „renommierte Pädagogin“ in der Bildungspolitik tätig.

## Leben
Craigie war die Tochter von William Craigie, dem Feuerwehrhauptmann von Montrose, und seiner Frau. Sie hatte eine Schwester namens Rhoda.
Craigie besuchte die Montrose Academy, wo sie gute Leistungen erbrachte und Klassenpreise in verschiedenen Fächern gewann. Sie spielte für die Hockey-Mannschaft. Sie besuchte die St George’s United Free Church. Die Schwestern Craigie lebten auch als Erwachsene im Haus der Familie in Montrose.
Gesichert für das Jahr 1913 leitete Craigie Versammlungen der National Union of Women’s Suffrage Societies (NUWSS), sprach dort oder organisierte Veranstaltungen in verschiedenen Teilen des Landes.
Im März 1913 sprach sie zur Co-operative Women's Guild in Dundee. Sie war an der NUWSS-Kampagne „Franchise Fortnight“ beteiligt, bei der führende Persönlichkeiten wie Muriel Matters, Louisa Lumsden, Margaret Aldersley oder Margaret Hills in mindestens zwölf Städten in Fife oft in mehreren Veranstaltungen am Tag auftraten. Craigie und die anderen Rednerinnen sprachen etwa in Cupar vom Heck eines Fahrzeugs aus, veranstalteten ein Damen-Treffen mit religiöser Diskussion und hielten einen Vortrag für Arbeiterinnen unter freiem Himmel vor der Linoleum- und Textilfabrik. Die Presse berichtete ausführlich über die Tour und die Argumente für das Frauenwahlrecht. Im Oktober desselben Jahres tourte Craigie durch West Lothian. In Bathgate sprach Craigie gemeinsam mit einer Miss Foggo unter anderem über soziale Missstände, die eine weibliche Perspektive stärker in den Fokus der Politik rücken könnte, und argumentierte für gerechte Löhne. In Blackburn richteten Foggo und Craigie ein Büro ein, wo sie Unterschriften sammelten, sowie Werbematerial und die NUWSS-Zeitschrift The Common Cause verkauften. Sie sprachen vor einer großen Menschenmenge, die gekommen war, um Elsie Inglis zu hören. Im November 1913 organisierte Craigie in Whitburn eine Veranstaltung, bei der die Rednerin Alice Low war. Im Juni 1914 sprach Craigie neben Muriel Matters und Alice Low auf der halbjährlichen NUWSS-Mitgliederversammlung in Edinburgh.

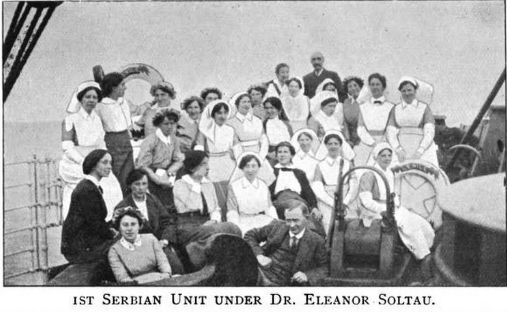
First Serbian Unit der Scottish Women’s Hospitals

Kurz nach dem Ausbruch des Ersten Weltkriegs wurde Craigie durch die Verbindungen zwischen der NUWSS und Elsie Inglis' Scottish Women’s Hospitals for Foreign Service (SWH) Organisatorin der First Serbian Unit der SWH. Die Einheit war das zweite rein weibliche Ärzte- und Pflegeteam, das Inglis an die Front entsandte, um die serbische Regierung zu unterstützen. Craigie war als Sekretärin für Presse und Öffentlichkeitsarbeit im Hauptquartier der SWH tätig. Als Inglis im März 1916 für kurze Zeit nach Edinburgh zurückkehrte, stand Craigie an der Spitze der Begrüßungsgruppe am Bahnhof und überreichte ihr einen Blumenstrauss. Für ihr Engagement wurde ihr vom Kronprinz Georg von Serbien eine Verdienstmedaille für das serbische Rote Kreuz mit einem Begleitschreiben von Slobodan Jovanović verliehen.
Craigie organisierte über die Schulbehörden in Schottland Vorträge um das Bewusstsein für die christliche Geschichte der alliierten Serben zum Beispiel in der Schlacht auf dem Amselfeld zu schärfen und als Nebeneffekt Spenden für die Arbeit der SWH in Serbien einzuwerben. Craigie verkaufte die Benennung einzelner Betten in den SWH-Krankenhäusern gegen Spenden und quittierte als Organisationssekretärin die Erlöse aus Aktionen in den Städten. Im September 1917 wurde Craigie zudem Rekrutierungsleiterin des Women’s Army Auxiliary Corps (WAAC) für Schottland. Für ihre Verdienste um das WAAC wurde sie mit dem Order of the British Empire ausgezeichnet.
Nach dem Krieg brachte Craigie ihre organisatorischen Fähigkeiten für die schottischen Frauen des abgespaltenen Teils der Liberal Party ein, der die Koalitionsregierung unterstützte (Coalition Liberals).. Im folgenden Jahr hielt sie bei einem gemeinsamen Treffen von liberalen und unionistischen Frauen eine Rede.
Craigie engagierte sich 25 Jahre lang mit großem Einsatz für die 1929 von Eva Hubback und Margery Corbett Ashby gegründete Frauenorganisation der Townswomen’s Guild (TWG). Sie hatte das Ziel, Frauen über gute Staatsbürgerinnenschaft aufzuklären, nachdem alle Frauen über 21 Jahren 1928 das Wahlrecht erhalten hatten. Craigie gründete die Ortsgruppe in Montrose. Im Dezember 1936 wurde sie zur Präsidentin des Montrose-Zweiges gewählt. Sie nahm 1939 am National Council in ihrer Funktion als Vertreterin der Montrose and North-East Federation teil, einer Veranstaltung mit 1.000 Teilnehmerinnen, die in Scarborough über die Zukunft der mittlerweile 54.000 Mitglieder starken nationalen Frauenorganisation diskutierten. Sie trat 1941 ordnungsgemäß von ihrer Position als Vorsitzende der Montrose-TWG zurück, kehrte jedoch zum siebten Jahrestag der Gilde zurück, um bei deren Burns Supper 1942 die The Immortal Memory-Rede zu halten. Craigie wurde außerdem gebeten, im Oktober 1944 einen Vortrag über The Educational Committee, Its Functions and Administration vor der Gilde zu halten. Nach dem Krieg kehrte Craigie zurück und war Präsidentin der North-East Federation of the Townswomens Guild. Sie wurde Vizevorsitzende der National Union of Townswomen’s Guilds of Great Britain (1951–1954) und bei ihrem offiziellen Ausscheiden zur ersten Ehrenpräsidentin der North of Scotland Federation of Townswomen’s Guilds ernannt.
Craigie wurde 1937 Mitglied des Verwaltungsausschusses der Montrose School als Vertreterin des Education Committee der Council Area, in das sie gewählt worden war und in dem Themen wie die 1906 festgelegten gesetzlichen Pflichten für kostenlose Schulmahlzeiten und die Berücksichtigung der Verpflegung armer Kinder in den Ferien diskutiert wurden. Ebenfalls 1937 trat sie dem analogen Unterausschuss für den Religionsunterricht bei und war persönlich für die Schulen in Montrose sowie Hillside und Dun verantwortlich. Craigie war Mitglied des Fitnesskomitees (Keep Fit Committee), das im Rahmen des Physical Training and Recreation Act 1937 eingerichtet worden war und das für die Ausbildung von Sportleitern oder die Gewährung von Zuschüssen für die Einrichtung von Sportplätzen bis hin zu öffentlichen Bädern verantwortlich war. Craigie wurde als geeignete Kandidatin für die Kommunalwahlen in Montrose 1937 vorgeschlagen, lehnte aber eine Kandidatur ab.
Craigie wurde mit Kriegsausbruch 1939 lokale Koordinatorin für den Women'’s Voluntary Services (WVS) für den Zivilschutz in Montrose. Dazu gehörte die Kommunikation, die Bearbeitung von Anfragen, die Gewährleistung der Sicherheit und Betreuung der Evakuierten und die Koordination einer großen Zahl von Freiwilligen. Der WVS hatte eine Umfrage zu geeigneten Unterkünften durchgeführt und den Bedarf an Kleidung für die ankommenden Kinder ermittelt. Mit ihren Teams der Townswomen’s Guild organisierte Craigie die Herstellung oder Spende von 1.000 Erste-Hilfe-Sets für das Krankenhaus in Forfar, wobei sie das Haus eines Mitglieds als Krankenhausversorgungsdepot nutzte. Craigie war seit Kriegsbeginn im Komitee des Roten Kreuzes in Montrose tätig. In ihrem ersten WVS-Jahresbericht gab Craigie an, dass über die Black Watch 600 Unterstützungsartikel sowie Süßigkeiten und „drei Fußbälle zu Weihnachten“ an die British Expeditionary Force geschickt worden seien. Bis Juni 1940 waren über 1.300 Artikel aus dem von ihr verantworteten Montrose War Comforts Depot gespendet worden. Im nächsten Jahresbericht konnte Craigie über ein neues Reparaturdepot berichten, das 17.788 Wäschebündel bearbeitete, sowie über zwei oder drei Erholungszentren für Luftangriffsopfer, die von Freiwilligen des WVS und des YMCA betrieben wurden und Secondhandkleidung anboten. Außerdem hatte sie weitere Freiwillige, die Rationierungskarten von Hand ausstellten. Über 1.000 Unterstützungsartikel wurden verschickt. 1940/41 wurde ein Hausfrauen-Dienst ins Leben gerufen, um Frauen zu Hause in Brandbekämpfung, Erster Hilfe und der Verwendung von Gasmasken zu unterrichten. Eine mobile Erste-Hilfe-Station wurde mit Bettwäsche, Sandsäcken, Wärmflaschen und anderer Ausrüstung ausgestattet und war einsatzbereit. Als Großbritannien sich 1942 auf die Gefahr einer Invasion durch die Deutschen vorbereitete, war Craigie die einzige Frau im vom Regionalkommissar der Region einberufenen siebenköpfigen Montrose Invasion Committee, das neben dem WVS die Home Guard, die Angus Constabulary, den National Fire Service, den Emergency Food Officer und die Kommunalverwaltung bündelte. Nach sechs Jahren wurden die WVS-Aktivitäten eingestellt. Craigie organisierte eine feierliche Zeremonie zum Stand Down of the Montrose WVS auf der sie allen Beteiligten umfangreich dankte.
Während des Krieges war Craigie Mitglied des Ausschusses geworden, der die Verteilung der knappen Lebensmittel organisierte (county food control committee). Sie blieb nach dem Krieg über ihre ursprüngliche achtjährige Amtszeit in diesem Ausschuss tätig, der bis in die 1950er Jahre hinein bestand.
Craigie wurde 1949 erneut in den Bildungsausschuss des Angus County Council (Education Committee) gewählt. Sie hielt vor dem Montrose Business and Professional Women’s Club einen Vortrag über dessen Arbeit und den Education Act 1944. In ihrem Vortrag ging sie auf die Bedürfnisse der Vorschulerziehung, Fragen des Schultransports, die verschiedenen weiterführenden Schulen (dreijährige oder fünfjährige Ausbildung), den Schulverpflegungsdienst (der täglich 7000 bis 8000 Mahlzeiten bereitstellte) und die Herausforderung der vollständigen Auslastung der „Sonderschulen“ für Gehörlose und Blinde ein. Sie beklagte sich über „nicht-kooperative Eltern“, die sich trotz eines Stipendiensystems für einkommensschwache Familien nicht an der Bildung ihrer Kinder beteiligten. Craigie wurde später die erste Frau, die den Bildungsausschuss leitete.
Als sie sich nach zwanzig Jahren aus den Ausschüssen zurückzog, wurde Craigie als „angesehene Pädagogin“, „flüssige Rednerin“ und „äußerst effiziente Vorsitzende“ beschrieben; Stadt und Bezirk seien ihr „für ihren uneigennützigen öffentlichen Dienst zu Dank verpflichtet“.
Craigie starb 1971 im Alter von 82 Jahren im Stracathro Hospital.